# The Runaways (gruppo musicale)
The Runaways è stato un gruppo musicale femminile statunitense formato a Los Angeles nel 1975 per iniziativa del produttore Kim Fowley.
Della formazione facevano parte Joan Jett e Lita Ford; entrambe intrapresero successivamente la carriera solista, ottenendo successo durante gli anni ottanta. Sebbene non molto popolari durante il periodo di attività, le Runaways si rivelarono una grande forza d'ispirazione per la scena rock femminile che seguì.
La loro reputazione venne poi rivalutata quando iniziarono ad essere citate come la prima all-female band che riuscì a colpire il pubblico suonando un rock & roll potente e diretto. Le componenti erano ancora adolescenti e la loro musica, grezza e improvvisata, combinava l'heavy metal americano con il nascente punk rock, genere che si stava affermando proprio in quegli anni.

## Storia
Le origini delle Runaways risalgono al 1975 quando, ad un party organizzato da Alice Cooper, il manager Kim Fowley incontrò la cantautrice adolescente Kari Krome. Fowley rimase impressionato dalle doti della ragazza e iniziò a progettare la formazione di una band per lei. Un'amica di Krome, la chitarrista di Filadelfia e allora diciassettenne Joan Jett (nata Joan Larkin), aveva già un gruppo con la batterista Sandy West (Sandy Pesavento); una volta trascinate nel progetto le due nuove reclute, Fowley iniziò a gestire il trio. Tuttavia presto fu evidente che Krome non possedeva particolari doti da cantante, quindi fu sostituita da Micki Steele (Sue Thomas) che, in origine bassista, aveva imparato a suonare lo strumento dal bassista degli Steppenwolf, Nick St.Nicholas.
Dal settembre 1975 la nuova formazione si esibì attorno ai club del circuito e incise alcune demo, intitolate Born To Be Bad nel tardo 1975. La chitarrista sedicenne Lita Ford, britannica, si presentò alle audizioni dopo aver visto l'annuncio su un giornale, ed entrò in formazione, dopo che Fowley le aveva chiesto di coprire il posto vacante di bassista. Tuttavia, scoperto che il suo strumento principale era la chitarra solista, il produttore le offrì immediatamente questo ruolo. Ford rimase nel gruppo appena tre giorni, prima di abbandonare il progetto a causa di alcuni sgradevoli atteggiamenti di Fowley. Poco tempo dopo le ragazze del gruppo insistettero nel volerla richiamare e, con il suo ritorno, Lita fu di fatto la musicista che portò il sound heavy metal nella formazione.
Con l'entrata della nuova cantante Cherie Currie Steele uscì (riemergerà la decade successiva nel gruppo pop femminile The Bangles) e fu sostituita dopo qualche settimana con la provvisoria Peggy Foster, da Jackie Fox (Jacqueline Fuchs), la quale, in origine chitarrista, dovette adattarsi a suonare il basso. Una volta consolidata la formazione, non passò molto tempo prima che le Runaways riuscissero a firmare un contratto discografico; a consentirlo furono il guardaroba provocante di Cherie Currie, ma soprattutto i contatti del loro manager Kim Fowley. Dopo aver concluso un accordo con la Mercury Records nel febbraio 1976, la formazione iniziò le registrazioni per il debutto discografico.
L'omonimo The Runaways fu realizzato qualche mese dopo. Questo primo lavoro non fu molto considerato, anche a causa della reputazione di Fowley, che appariva come un manipolatore. Inoltre, indipendentemente dal fatto che fosse poco costosa e facile da sfruttare, la band - adolescenti che suonavano e che cantavano il sesso, il bere e la vita di strada - era considerata tabù per l'America di quegli anni.
Il coinvolgimento di Fowley (alcuni videro il suo come un controllo totale del gruppo) rese facile ai giornalisti e alle radio ignorare la formazione e la miriade di temi scomodi da loro promossi. La copertina dell'album inoltre provocò alcuni attriti nella formazione, poiché ritraeva solo Cherie Currie (ma all'interno c'erano anche le altre ragazze). Per alcune fonti le parti di basso in questo album furono suonate dall'ex bassista dei Silverhead Nigel Harrison (più tardi membro dei Blondie). Nonostante la buona campagna promossa da Fowley, verso la fine del 1976 le Runaways erano riuscite a mala pena ad apparire nelle classifiche, anche se nello stesso periodo suonarono il loro primo show al leggendario locale punk di New York CBGB.
Il seguito discografico, Queens of Noise, fu realizzato ai primi del 1977. Questo fu maggiormente sponsorizzato, riuscendo a posizionarsi meglio nelle classifiche grazie alle pressioni da parte dell'etichetta, alle radio e all'apparizione di alcuni session player come Steven T., che suonò nel brano "Johnny Guitar". Inoltre Currie condivise il ruolo di front woman con Jett, che cantò in buona parte delle incisioni. Malgrado lo scarso successo in patria, le Runaways partirono per il tour in Giappone nel giugno di quell'anno e furono inaspettatamente accolte con il tutto esaurito e da un pubblico entusiasta che non le considerava negativamente come nel loro paese (il brano "Cherry Bomb" scalò le classifiche giapponesi). Dato il grande successo, durante il tour nipponico fu realizzato il primo live album del gruppo, intitolato Live In Japan; uscì comunque solo in Giappone. Anche questa volta alcuni sostennero che le tracce di basso fossero state ri-registrate in studio a Hollywood dal loro road manager Kent J. Smythe.
Nonostante questo timido successo, le relazioni tra alcune componenti cominciarono a deteriorarsi, in parte a causa di abusi di varie sostanze, in parte a causa della pessima gestione da parte del management. Fox abbandonò nel bel mezzo del tour giapponese, costringendo Joan Jett a passare al basso per completare il giro dei concerti. Inizialmente circolarono voci su un tentato suicidio di Fox, ma furono poi smentite. Il quartetto tornò a Los Angeles nel luglio del 1977, ma prima della fine dell'anno anche Currie annunciò l'uscita, in parte a causa di alcuni diverbi con Fowley. La cantante realizzò un disco solista nel 1978, Beauty's Only Skin Deep. Nello stesso anno la ex frontwoman ottenne un ruolo nel film A donne con gli amici (titolo originale Foxes), interpretato da Jodie Foster e Scott Baio. La pellicola uscì nel 1980. Cherie Currie fu rimpiazzata nel ruolo di cantante da Joan Jett, mentre a Ford fu temporaneamente assegnato il basso per le sessioni in studio. Fox fu poi sostituita definitivamente da Vicki Blue.
Il terzo album Waitin' for the Night fu realizzato verso la fine del 1977, e fallì. A questo punto, Fowley iniziò a perdere interesse nella band, e l'abbandonò all'inizio dell'anno successivo. Toccò a Joan Jett prendere in mano le redini, risultando l'effettiva leader, ma iniziarono ad emergere differenze musicali: Jett era più legata alle radici del punk e del glam rock, mentre West e Ford erano indirizzate verso l'hard rock.
Nel tardo 1978 fu pubblicato And Now... The Runaways, prodotto da John Alcock, una raccolta di materiale irrealizzato che includeva anche un brano con Lita Ford al microfono dal titolo "I'm A Million", mentre la batterista Sandy West figurò voce principale in "Right Now", scritta da MacGranaghan. La formazione del gruppo accreditata in questa occasione era composta da Jett, Ford, MacGranaghan e West. L'album fu diffuso solo per il mercato europeo e giapponese. Solo in seguito fu ridistribuito sul territorio statunitense, con un ordine dei brani differente, e reintitolato Little Lost Girls. Kath Love annunciò la propria uscita dopo un concerto di capodanno, e fu sostituita da Laurie McAllister; Joan Jett abbandonò il gruppo nell'aprile 1979, mentre Blue la seguì, annunciando l'intento di formare un nuovo progetto con il suo nuovo ragazzo dell'epoca. Le Runaways, senza più leader e bassista, si sciolsero poco tempo dopo.

### Dopo lo scioglimento
Inizialmente la coppia West/Ford tentò di formare un gruppo che seguisse le orme tracciate dalla band, ma ebbe breve durata e fu repentinamente sciolto dopo che Lita Ford decise di intraprendere la carriera solista orientandosi nell'heavy metal. La chitarrista, divenuta anche cantante, incise una serie di album di grande successo durante gli anni '80 e '90, divenendo un'esponente di punta della scena hard rock e hair metal. Ford e Joan Jett furono le Runaways che ebbero maggior successo e longevità artistica.
Nel 1979 Joan Jett produsse il primo album della punk rock band di Los Angeles The Germs, intitolato (GI). In seguito la bassista Vicki Blue entrò in gruppo ideato da Kim Fowley chiamato The Orchids. Jackie Fox terminò gli studi di legge e diventò avvocato. Cherie Currie nel 1980 si unì alla sorella Marie pubblicando un altro album intitolato Messin' With the Boys. Nello stesso anno emerse una compilation delle Runaways dal titolo di Flaming Schoolgirls, realizzata dalla Mercury in Germania e ripubblicata per la Cherry Red sotto il nome di Runaways & Cherie Currie. Quest'album fu pubblicato per iniziativa di Kim Fowley senza il consenso della band, e includeva materiale inedito tratto delle sessioni del disco Queens of Noise, tra cui le reinterpretazioni di "Strawberry Fields Forever" e "Here Comes the Sun", e alcuni brani scartati dal live album Live in Japan del 1977.
Joan Jett collaborò per un breve periodo con gli ex membri dei Sex Pistols Steve Jones e Paul Cook con cui registrò alcune demo tra cui "You Don't Own Me" (cover di Lesley Gore) e "Don't Abuse Me", brani che figurarono nel suo primo album solista omonimo del 1980. Jett lavorò anche in una prima versione della reinterpretazione dei The Arrows "I Love Rock 'n' Roll", che inizialmente apparve come singolo b-side nelle primissime realizzazioni della chitarrista solo nei Paesi Bassi. Questo brano, reinciso e incluso nel suo secondo disco, intitolato proprio I Love Rock 'n Roll del 1982, divenne poi una grandissima hit, rimanendo primo per 7 settimane nella primavera del 1982. Nell'album I Love Rock 'n' Roll fu inclusa anche la reinterpretazione delle Runaways "You're Too Possessive". La musicista incise anche altre cover delle Runaways; "Don't Abuse Me" era una traccia inedita accreditata poi nel suo debutto omonimo, "I Love Playin' With Fire", nel terzo disco intitolato semplicemente Album, la famosa traccia "Cherry Bomb" era il brano d'apertura nel quarto album Glorious Results of a Misspent Youth (1984), mentre "Wait for Me" fu re-incisa per l'album Notorious (1991).
Nel 1984 Cherie Currie e Vicki Blue si unirono con il batterista dei Mötley Crüe Tommy Lee per un progetto che non riuscì mai a prendere vita.
In questo periodo Joan Jett fece causa a Playboy per alcune foto nuda in una vasca da bagno. Jett ritirò la causa dopo che fu rivelato che la ragazza era un'altra ex componente Runaways, la bassista Laurie McAllister.
Nel 1994 la Marilyn Records pubblicò una raccolta delle Runaways, su autorizzazione di Kim Fowley, intitolata Born To Be Bad, che raccoglieva alcune demo della band prodotte da Fowley, prima che firmassero per la Mercury, risalenti all'aprile 1975.
Nel tardo 1997 fu diffusa la notizia che le Runaways avrebbero ricominciato con un nuovo disco, e con una formazione composta da Cherie Currie, Lita Ford, Joan Jett, Vicki Blue e Sandy West. Jackie Fox non riuscì a prendere parte a questa formazione per la sua carriera di avvocato ormai avviata. Anche questo progetto finì per essere accantonato.
Durante il 1998 Currie registrò una reinterpretazione di Cherry Bomb con la sua band, i The Street Walkin' Scheetas, e fu pubblicato come singolo dalla Alive/Total Energy Records.
Sandy West morì il 21 ottobre 2006 dopo una lunga battaglia contro il cancro.
Nel 2010 fu pubblicato un film dedicato alle Runaways, intitolato proprio The Runaways con Kristen Stewart e Dakota Fanning.
Il 25 agosto 2011 Laurie McAllister morì. La notizia fu resa nota sul sito delle Runaways.

### Le nuove Runaways
A metà degli anni ottanta il produttore Kim Fowley ricevette un nastro contenente un brano, Day of Age, registrato nei Mandrell Recording Studios di Auckland dalla tredicenne neozelandese Gayle Welch. Lui passò il nastro al famoso disc jockey Rodney Bingenheimer; il brano ottenne un grande successo radiofonico, che spinse Fowley a costruire una band intorno a Welch. La band fu chiamata "The Runaways", e comprendeva Welch (voce), "Kathy DiAmber" (voce), Missy Bonilla (voce), Denise Pryor (voce), Bill Millay (chitarra) e David Carr (tastiere, drum machine). Durante il 1987 fu pubblicato l'album di debutto di questa formazione, Young and Fast, per la Allegience Records. Questa pubblicazione scatenò alcune polemiche perché nonostante il nome la formazione non aveva niente a che fare con le "vecchie" Runaways, sia nello stile musicale che nei temi.
Il progetto "nuove Runaways" si rivelò un fallimento: Young and Fast fu un flop commerciale, a cui fece seguito I Was a Teenage Runaway (pubblicato solo in Giappone), anch'esso segnato da scarse vendite. La band si sciolse poco dopo.

## Formazione

### Ultima
- Joan Jett (Joan Larkin) - chitarra, voce (1975-79), basso (1977) (1975-79)
- Lita Ford - chitarra solista, voce (1975-79)
- Laurie McAllister - basso (1979)
- Sandy West (Sandy Pesavento) - batteria (1975-79)

### Ex componenti
- Micki Steele (Sue Thomas) - basso (1975)
- Peggy Foster - basso (1975)
- Jackie Fox (Jacqueline Fuchs) - basso (1975-77)
- Vicki Blue (Victory Tischler Blue) - basso (1977)
- Kath Love (Alecia Kathleen Love MacGranaghan) - basso (1977-79)
- Cherie Currie - voce (1975-77)

## Discografia

### Album in studio
- 1976 – The Runaways
- 1977 – Queens of Noise
- 1977 – Waitin' for the Night
- 1978 – And Now... The Runaways

### Album dal vivo
- 1977 – Live in Japan

### Raccolte
- 1980 – Flaming Schoolgirls
- 1982 – The Best of the Runaways
- 1991 – Neon Angels
- 1993 – Born to Be Bad
- 2005 – 20th Century Masters - The Millennium Collection: The Best of the Runaways
- 2008 – Japanese Singles Collection
- 2008 – The Runaways/Queens of Noise